# Peque (Spanyolország)
Peque egy község Spanyolországban,  Zamora tartományban. Peque Rionegro del Puente, Manzanal de los Infantes, Muelas de los Caballeros, Justel és Molezuelas de la Carballeda községekkel határos. Lakosainak száma 122 fő (2024).

## Népesség
A település népessége az utóbbi években az alábbiak szerint változott:
| Lakosok száma | 205  | 181  | 178  | 174  | 176  | 175  | 141  | 130  | 130  | 122  |
|               | 2001 | 2004 | 2007 | 2009 | 2012 | 2014 | 2017 | 2019 | 2022 | 2024 |